# Proteste gegen die Regierung Orescharski in Bulgarien 2013
Die Proteste gegen die Regierung Orescharski in Bulgarien waren Dauerproteste nicht nur gegen die amtierende Regierung, sondern auch gegen alle seit den Wahlen 2013 im bulgarischen Parlament vertretenen politische Parteien, denen umfassende Korruption und enge Beziehungen zur organisierten Kriminalität vorgeworfen werden. Die Protestierenden werften den politischen Akteuren vor, dass die Politiker dieser Parteien sich grundsätzlich nicht um das Wohl des Volkes oder der Wähler kümmern, sondern nur die wirtschaftlichen Interessen der Mafia-Oligarchen vertreten. Bereits Anfang 2013 war die Regierung Borissow zurückgetreten, aufgrund von massiven Protesten gegen zu hohe Strompreise.
Die Proteste haben am 14. Juni 2013 angefangen und fanden seitdem jeden Tag, vor allem in der Hauptstadt Bulgariens, Sofia, statt. An den Demonstrationen beteiligten sich oft Zehntausende, vorwiegend aus der Mittelschicht, die den sofortigen Rücktritt der Regierung von Plamen Orescharski, Änderungen im Wahlgesetz und vorgezogene Parlamentswahlen forderten.
Die Proteste begannen als Reaktion auf die Besetzung wichtiger Staatsposten durch Politiker, denen enge Beziehungen zur organisierten Kriminalität nachgesagt werden. Aber auch damit verbundene ökologische Themen verärgerten die Bevölkerung: die Schädigung der Natur durch kommerzielle Bauvorhaben, Ausbaupläne für das Kernkraftwerk Belene und andere.
Immer wieder kam es im Jahr 2013 auch zu Selbstverbrennungen aus Protest gegen die Regierung.

## Vorgeschichte
Die Interimsregierung von Ministerpräsident Plamen Orescharski ist seit dem 13. März 2013 im Amt. Das Kabinett wurde nach landesweiten Protesten gegen die Regierung Borissow und den vorgezogenen Parlamentswahlen am 29. Mai 2013 gebildet. Bereits in der zweiten Woche der Amtszeit kam es zu landesweiten Protesten wegen der Besetzung wichtiger Staatsposten durch politische Figuren der Parteien Bewegung für Rechte und Freiheiten (DPS) und Bulgarische Sozialistische Partei (BSP) aus der Regierung Stanischew und Brechen von Wahlversprechen.
Erste Proteste gab es bereits am 28. Mai 2013 bei einer Demonstration mit zunächst nur 200 Teilnehmern an der Adlerbrücke in Sofia. Der Protest war von Umweltschützern organisiert worden. Sie bildeten eine Koalition von NGOs und Bürgergruppen unter dem Namen „Damit in Bulgarien Natur übrig bleibt“ (bulg. „За да остане природа в България“).
Kurz nach der Wahl des Kabinetts wurden in Burgas Proteste gegen dieses organisiert. Diese Protestveranstaltungen wurden am 2. Juni durchgeführt und wurden als landesweite Proteste gegen das Kabinett Orescharski fortgesetzt. Am 2. Juni fanden Protestveranstaltungen in mehreren bulgarischen Städten statt: Sofia, Plowdiw, Warna, Burgas u. a. In Sofia versammelten sich ca. 2000 Demonstranten, in Plowdiw 300 und einige Hundert in anderen Städten. In Sofia blockierten die Demonstranten vier Stunden lang zentrale Straßen und versammelten sich auch vor den Parteizentralen von BSP, DPS und ATAKA. In Plowdiw und Warna haben die Demonstranten den Verkehr auf einigen großen Straßen blockiert.

## Auslöser
Ausgelöst wurden die Proteste durch die Wahl des Medienmoguls Deljan Peewski zum Chef der Staatlichen Agentur für Nationale Sicherheit (DANS). Dem zum Zeitpunkt seiner Ernennung 33-jährigen Peewski werden enge Beziehungen zur organisierten Kriminalität nachgesagt. Die Nachricht über die Ernennung von Peewski zum Sicherheitschef hat viele Bulgaren verärgert, einschließlich des 44-jährigen Asen Genov, der so wütend war, dass er sofort seine Freunde in Facebook zum Protest aufgerufen hat. Niemand hat erwartet, dass mehr als 500 Personen zu der von Genov angekündigten Veranstaltung kommen. Als in der Tat wenige Stunden nach der Wahl von Peewski Tausende zum Veranstaltungsort strömten, war die Überraschung aller Beteiligten sehr groß.

## Verlauf
Bis 23. Juli verliefen die Proteste vor allem in der Form von friedlichen Demonstrationen, an denen täglich Zehntausende von Menschen, überwiegend aus der Mittelschicht teilnehmen. Sie protestieren nicht nur gegen die Regierung von Plamen Orescharski, sondern gegen alle im Parlament vertretenen Parteien und gegen das ganze politische System, das (nach der Meinung der Protestierenden) nur die Interessen der Mafia-Oligarchie bedient. Seit den Wahlen im Mai 2013 sind vier Parteien im bulgarischen Parlament vertreten:
- die „rechte“ GERB des Ex-Regierungschefs Bojko Borissow;
- die „linke“ BSP, die Nachfolgepartei der Bulgarischen Kommunistischen Partei (BKP);
- die Partei der türkischen Minderheit Bulgariens DPS deren Mitglied der Medienmogul Deljan Peewski ist;
- die fremdenfeindliche und rechtsextreme Partei Ataka.

Es wird gegen alle vier Parteien protestiert und fast allen Politikern dieser Parteien werden umfassende Korruption und enge Beziehungen (oder gar Zugehörigkeit) zur Oligarchie und zur organisierten Kriminalität vorgeworfen. Der einzige Politiker, der noch breites Ansehen in der Bevölkerung genießt, ist der Präsident Rossen Plewneliew, der auch die Proteste unterstützt.

### Eskalation in der Nacht vom 23. zum 24. Juli
Bis 23. Juli 2013 verliefen die Proteste friedlich. Am 23. Juni 2013, dem 40. Tag der Proteste, und in der folgenden Nacht kam es zu heftigen Auseinandersetzungen mit der Polizei.
Am 23. Juli 2013 blockierten Tausende Protestierende das Gebäude des Parlaments am Platz Narodno sabranie, nachdem bekannt wurde, dass der Budgetausschuss über eine Aufstockung der Etatausgaben für 2013 entschieden hat. Diese sollte von einem Kredit gedeckt werden, wodurch Bulgarien eine weitere Milliarde Euro an Schulden aufnehmen sollte. Da aus zahlreichen Korruptionsskandalen bekannt ist, dass in der Vergangenheit ein wesentlicher Teil solcher Gelder nicht zweckmäßig verbraucht wurden, sondern in von Mafia-Oligarchen kontrollierten Firmen verschwanden, hat die Nachricht für große Aufregung unter den Protestierenden gesorgt. Sie blockierten für mehrere Stunden das Parlamentsgebäude, in dem sich mehr als 100 Personen befanden, darunter drei Minister, dutzende Abgeordnete und zahlreiche Journalisten. Es kam zu Gewaltszenen und Verletzungen, als die Polizei versuchte, die Minister und einige der Abgeordneten aus dem Parlament zu holen und fortzubringen.
Ein erster Versuch, die Abgeordneten gegen 23 Ortszeit mit einem Bus wegzubringen, schlug fehl. Dabei ging auch eine Fensterscheibe des Busses zu Bruch, mit dem die Parlamentarier evakuiert werden sollten. Erst mit einem starken Polizeiaufgebot (in Bulgarien ist die Hauptdirektion Gendarmerie – ein Teil der bulgarischen Polizei – für den Schutz des Parlaments zuständig) konnten die Abgeordneten nach Mitternacht das Gebäude verlassen.

### Besetzung verschiedener Universitäten
Im Oktober 2013 kam es zu Besetzungen der Universitäten des Landes. Unter wurden Hörsäle an der Schauspielerakademie und der Neuen Bulgarischen Universität in Sofia, der zweitgrößten staatliche Universität in der Stadt Weliko Tarnowo und der Hochschule in Plowdiw besetzt.

## Reaktionen

### Das Schweigen der Regierung
Orescharskis Regierung zeigt wenig Verständnis für die Forderungen der Protestierenden und versucht „Normalität vorzugaukeln“. Dennoch trat die Regierung nach 420 Tagen Dauerprotest zurück.

### Gegenprotest in Sofia
Ca. 100 Anhänger des Regierungslagers demonstrierten in Sofia und fordern, dass man der Regierung von Plamen Orescharski eine Chance gibt und sie in Ruhe arbeiten lässt.

### Unterstützung der bulgarischen Gesellschaft
Eine repräsentative Umfrage des Meinungsforschungsinstituts Alfa Research zeigt, dass 85 Prozent der Bulgaren die Proteste befürworten (Stand: 20. Juni 2013).

### Unterstützung vom deutschen und vom französischen Botschafter in Sofia
Deutschlands Botschafter in Bulgarien Matthias Höpfner und sein französischer Kollege Philippe Autir haben mit „ungewöhnlich undiplomatischen Worten“ die bulgarische Regierung gemahnt: „Die Mitgliedschaft in der Europäischen Union ist eine zivilisatorische Entscheidung“ und: „Das oligarchische Modell hat darin keinen Platz.“.

### Unterstützung vom sicherheitspolitischen Sprecher der EVP-Fraktion im Europäischen Parlament
Michael Gahler, Europa-Abgeordneter und Sicherheitspolitischer Sprecher der EVP-Fraktion im Europäischen Parlament, hat schon am 14. Juni 2013 blitzschnell reagiert und die „überfallartige“ Änderung des Geheimdienstgesetzes und die Ernennung zum Sicherheitschef des „umstrittenen Medienmoguls“ Deljan Peewski, dem „enge Beziehungen zu bulgarischen Mafia-Oligarchen nachgesagt“ werden, „auf das Schärfste verurteilt“. In seiner Antwort auf einen offenen Brief von 103 in Deutschland lebenden Bulgaren hat Gahler auch seine Solidarität mit den Protestierenden geäußert.

### Mediale Darstellung der Proteste
In Bulgarien wurden die Proteste von der Mediengruppe Deljan Peewskis, zu der die Tageszeitungen „Monitor“ und „Telegraph“, die Wochenzeitung „Weekend“ und die Fernsehsender „TV 7“ und „TV 7 News“ gehören, entweder ignoriert oder verzerrt dargestellt. Thematisiert werden die Proteste von den Tageszeitungen „Trud“ und „Sega“. Eine ausführliche Darstellung finden sie auf den Seiten der Pressegruppe „Economedia“, zu der die Tageszeitung „Capital Daily“, die Wochenzeitung „Capital“ und die Internetseite dnevnik.bg gehören.
Unabhängige Blogger und Aktivisten erstatten Berichte über die Proteste. Über die Proteste wurde live in den sozialen Medien berichtet.
Die Proteste in Bulgarien wurden auch in den deutschen Medien dargestellt. So berichteten Der Spiegel über die Situation in Bulgarien. In der Abendnachrichten des Ersten Deutschen Fernsehens „Tagesschau“ wurde über die Proteste in Bulgarien berichtet.
In Österreich wurde über die Proteste in Bulgarien berichtet.
Die Proteste wurden auch von französischen Medien dargestellt.

## Der Hashtag #DANSwithme
Der Hashtag #DANSwithme (kyrillisch: #ДАНСwithme) wird benutzt, um auf die Proteste gegen die Mafia in Bulgarien bezogene Daten (Nachrichten, Blog-Einträge, Bilder, Videos usw.) in den sozialen Netzwerken und im ganzen Internet zu kennzeichnen. #ДАНСwithme ist das Ergebnis eines Wortspiels mit dem Namen der Staatlichen Agentur für Nationale Sicherheit (bulgarisch: Darzhavna Agencia „Nacionalna Sigurnost“, DANS; kyrillisch: ДАНС) und dem englischen „Dance with me!“ („Tanz mit mir!“), das ähnlich ausgesprochen wird. Der Hashtag #ДАНСwithme ist zu einem der Symbole der Proteste geworden, weil er ihren friedlichen, gewaltfreien Charakter betont.